# Camera di commercio, industria, artigianato e agricoltura

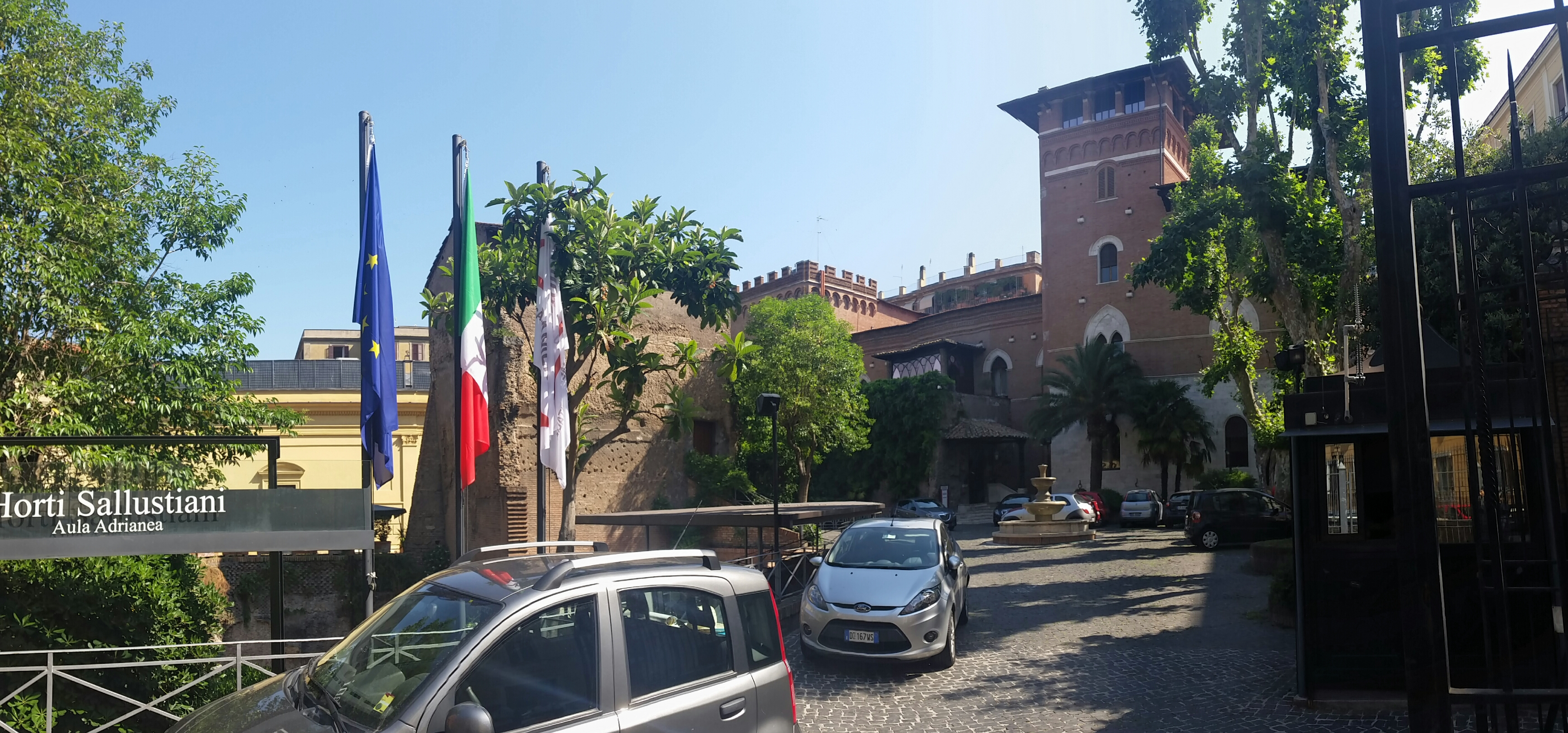
Sede Unioncamere a Roma, Piazza Sallustio, Horti Sallustiani.

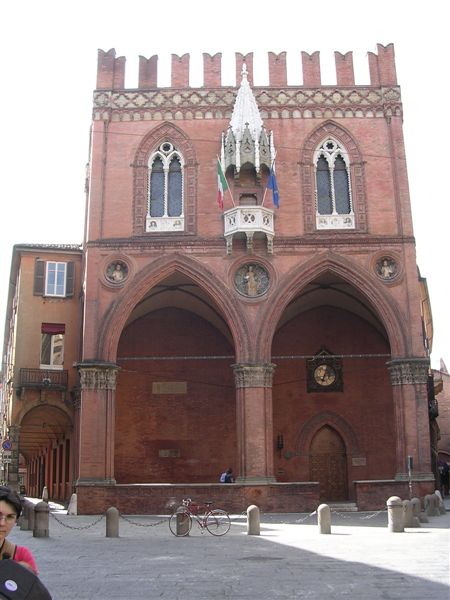
Camera di commercio di Bologna presso la Loggia dei Mercanti.

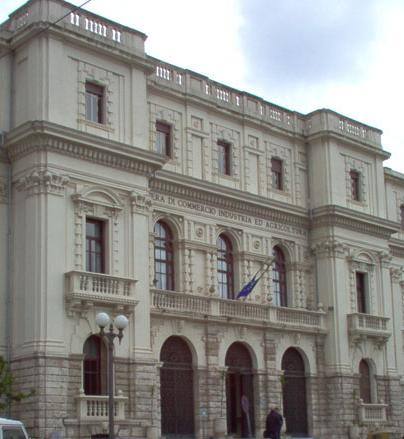
Camera di commercio di Messina.

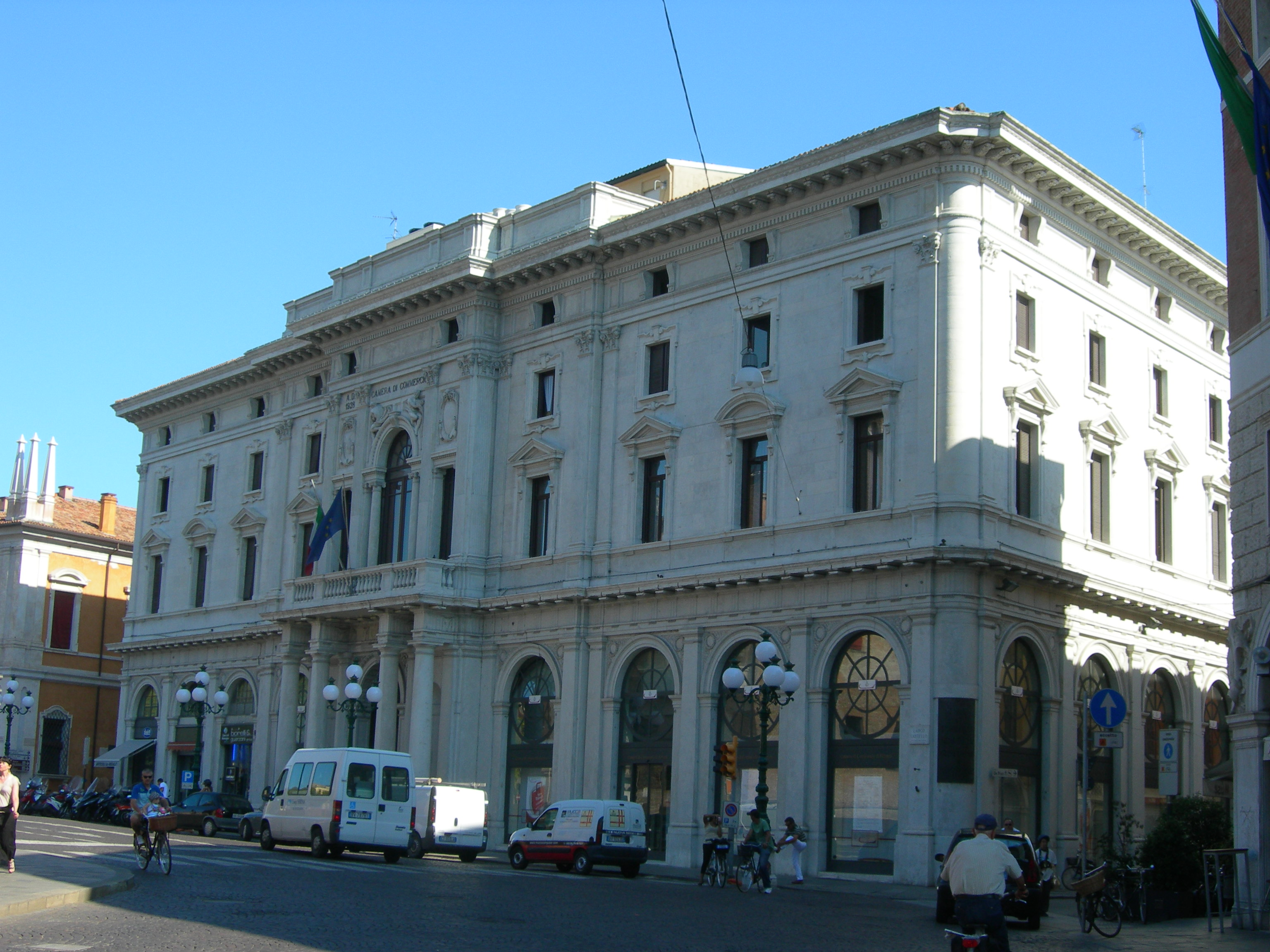
Camera di commercio di Ferrara.

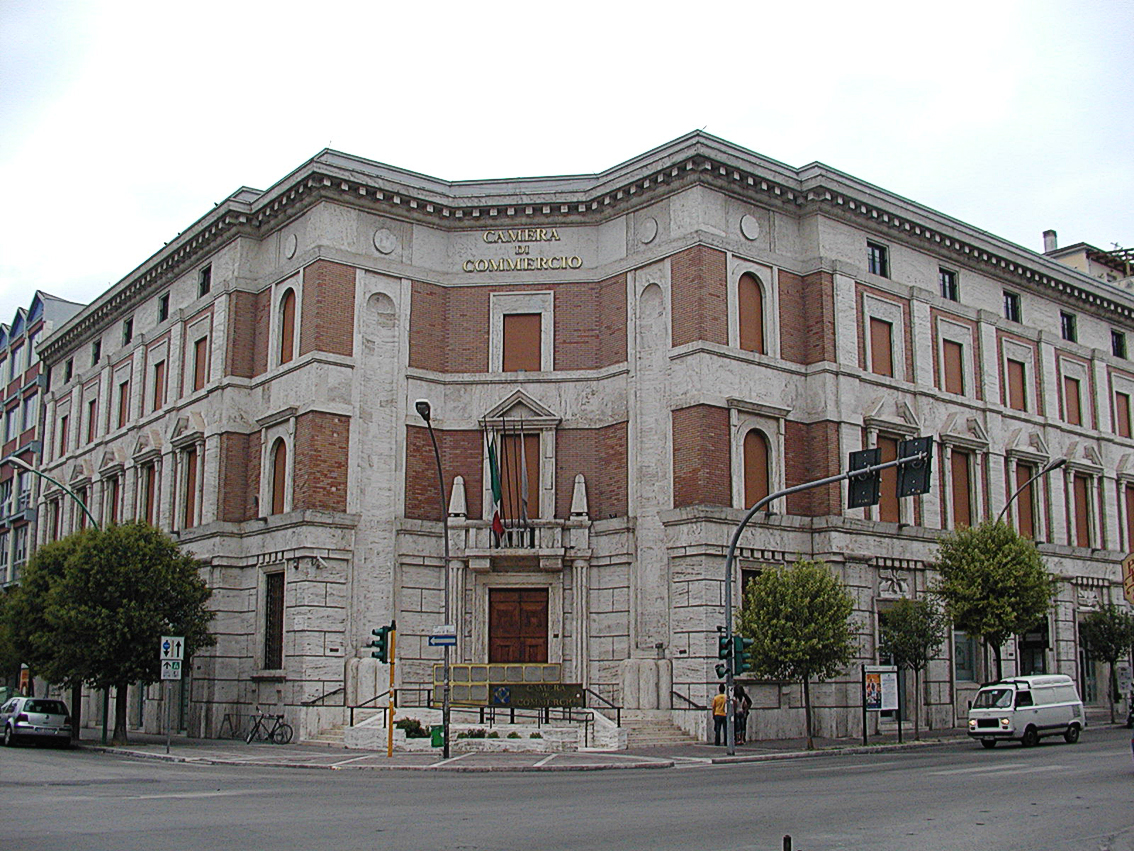
Camera di commercio di Pescara.

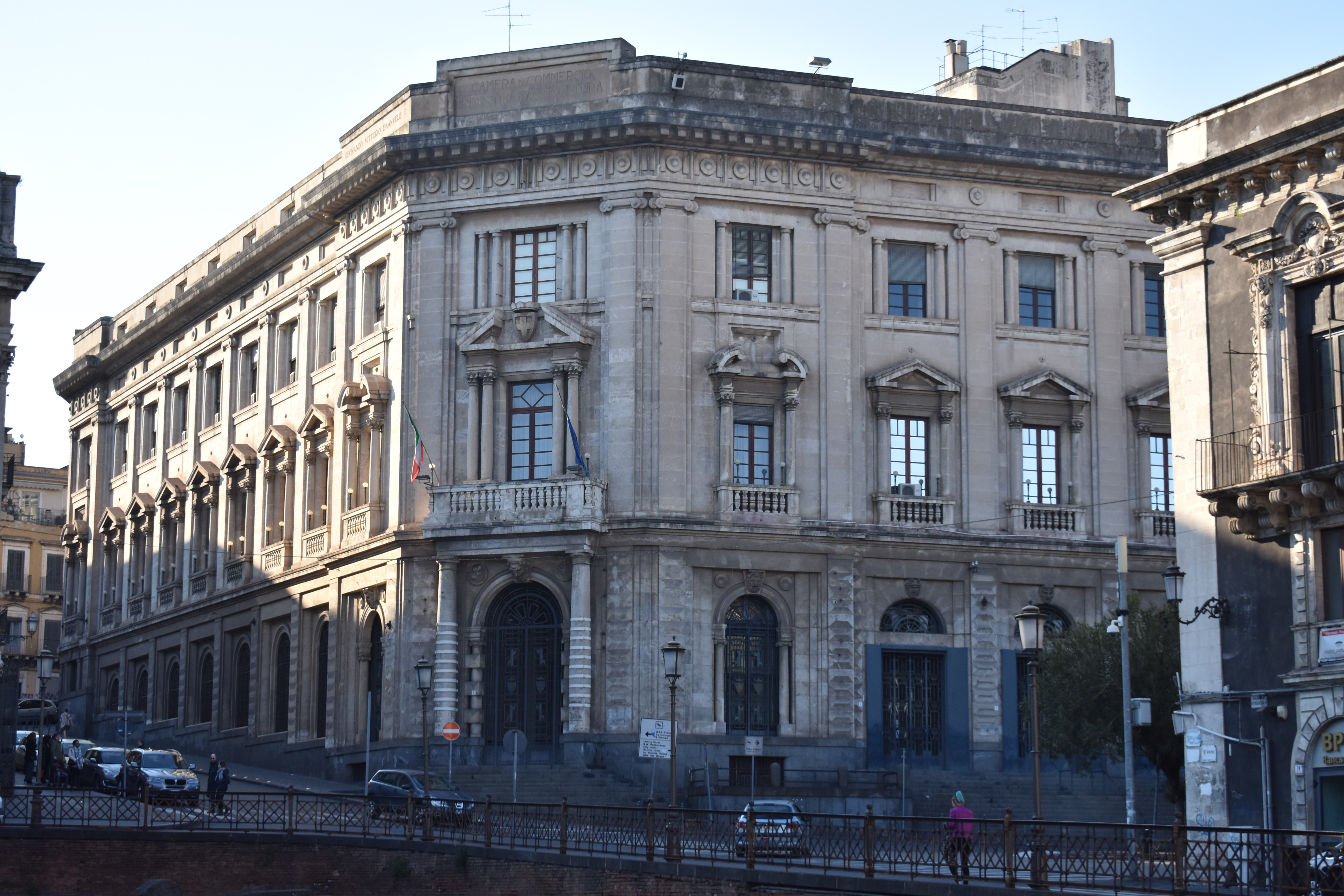
Camera di Commercio di Catania.

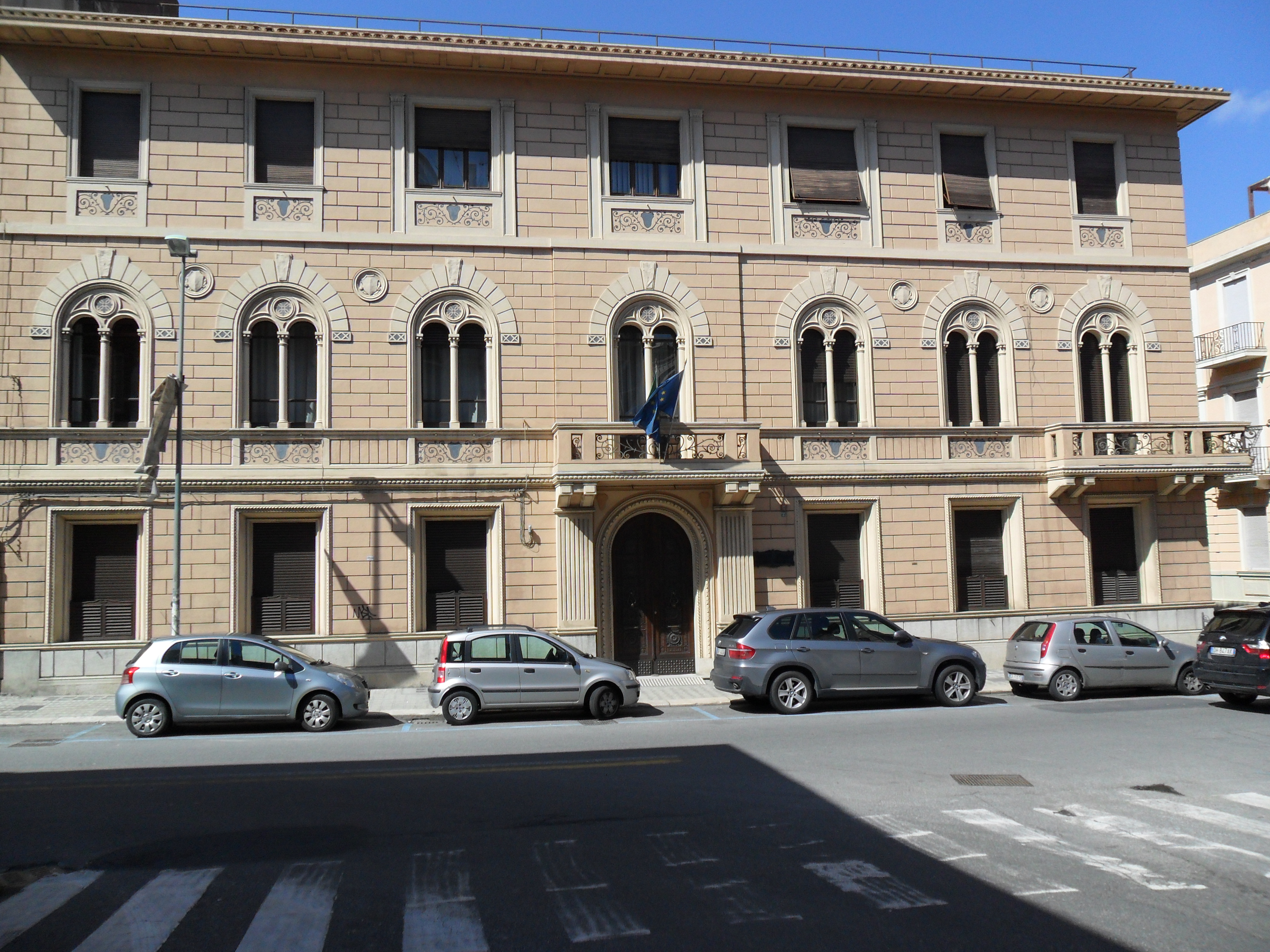
Camera di Commercio di Reggio Calabria presso il Palazzo della Camera di commercio.

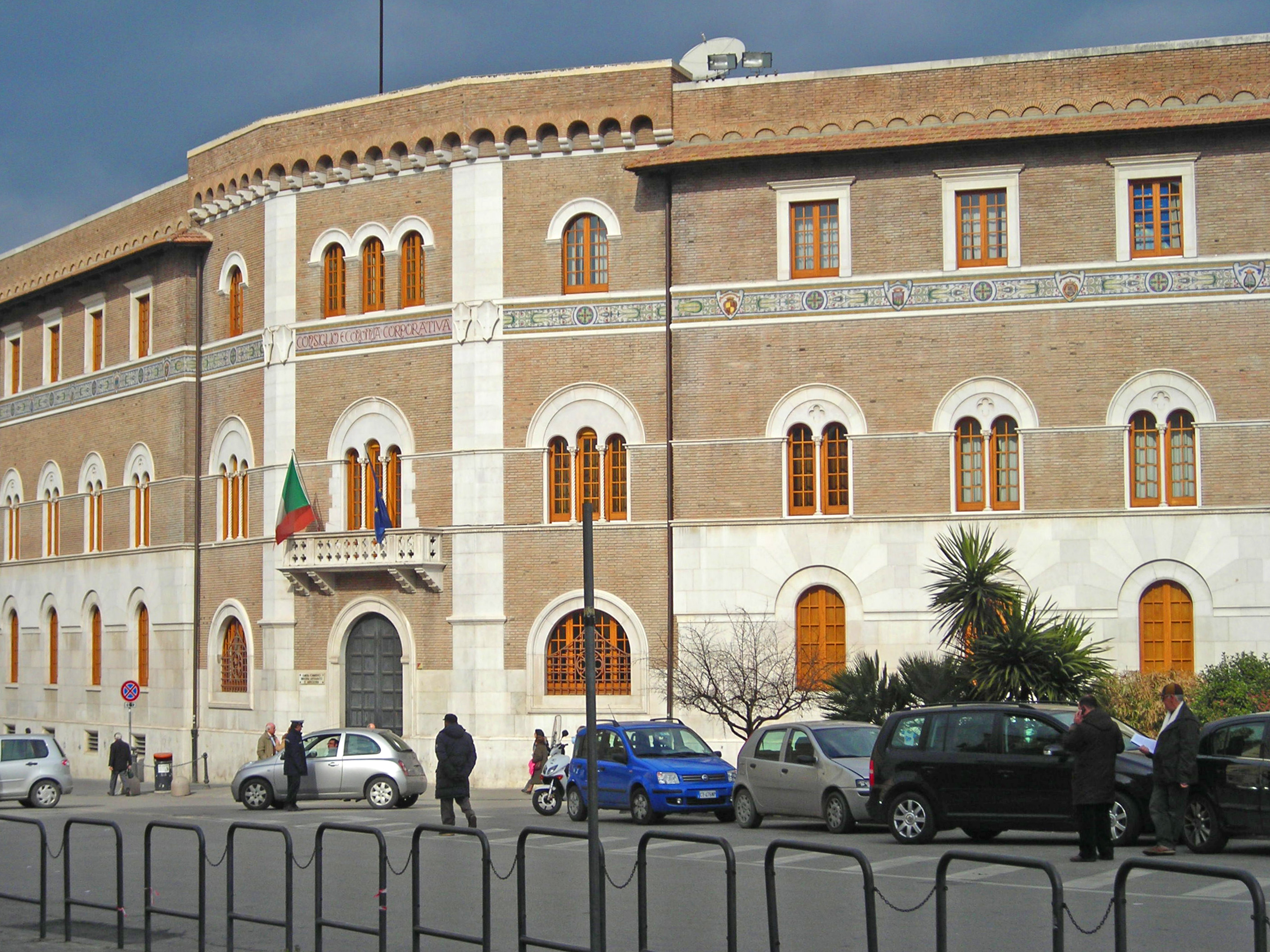
Camera di commercio di Benevento presso il Palazzo della Camera di commercio.

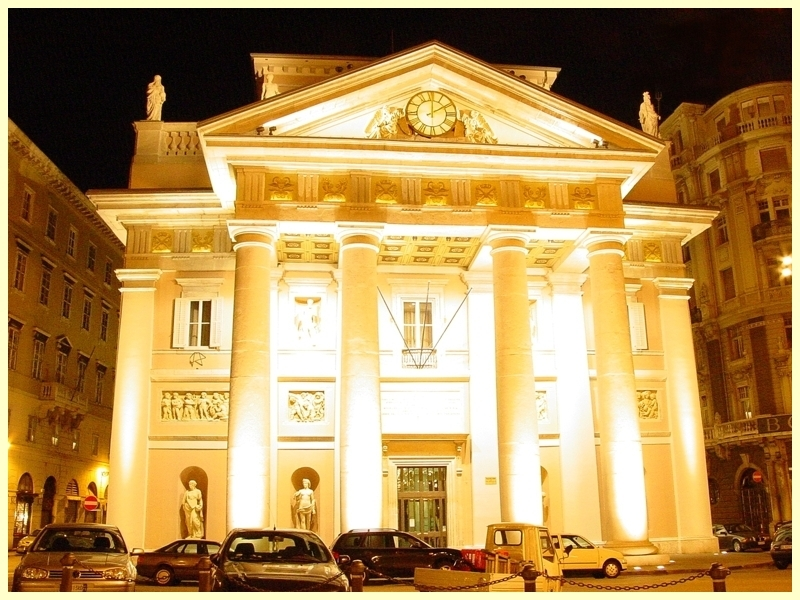
Camera di commercio di Trieste.

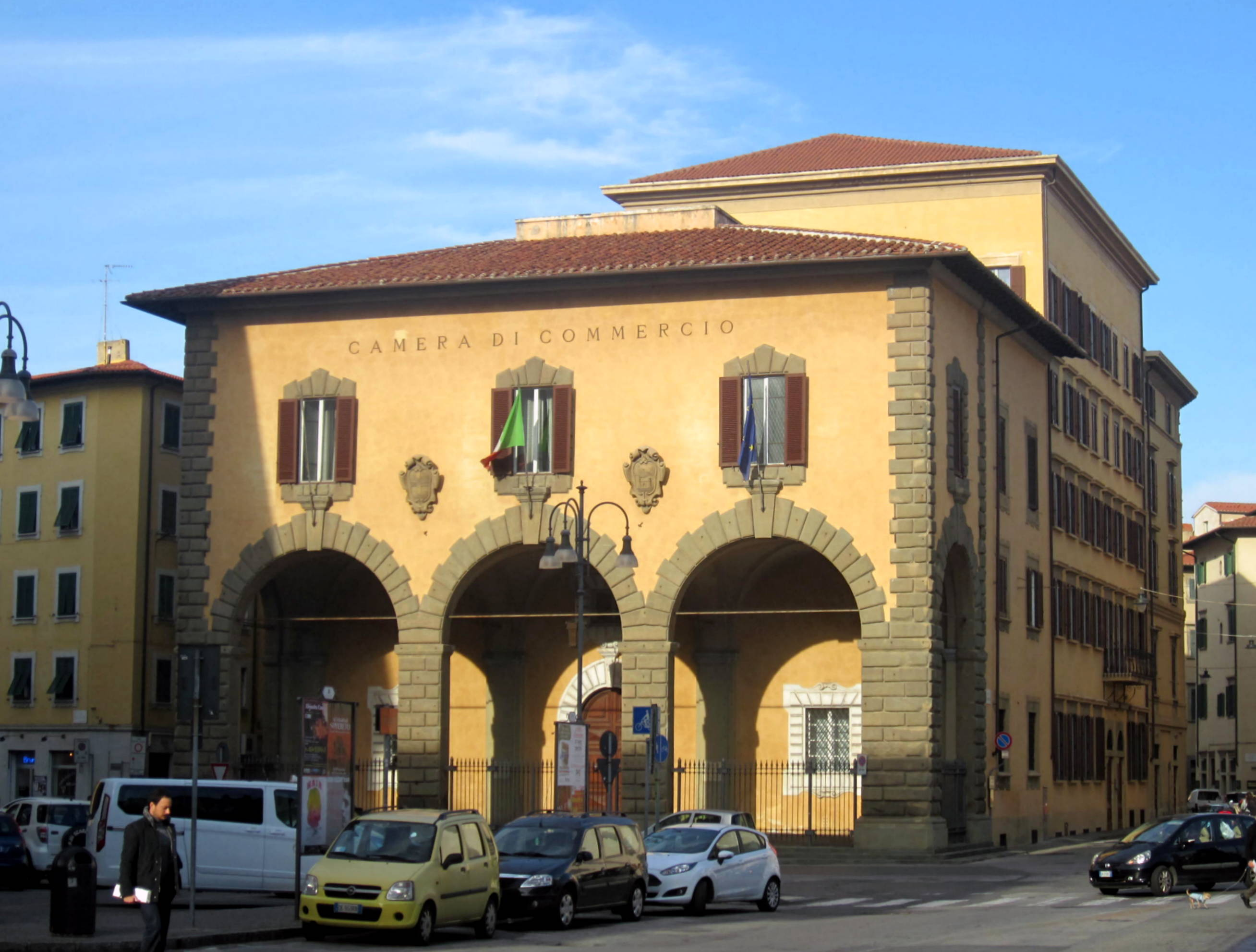
Camera di commercio di Livorno, presso il Palazzo della Dogana.

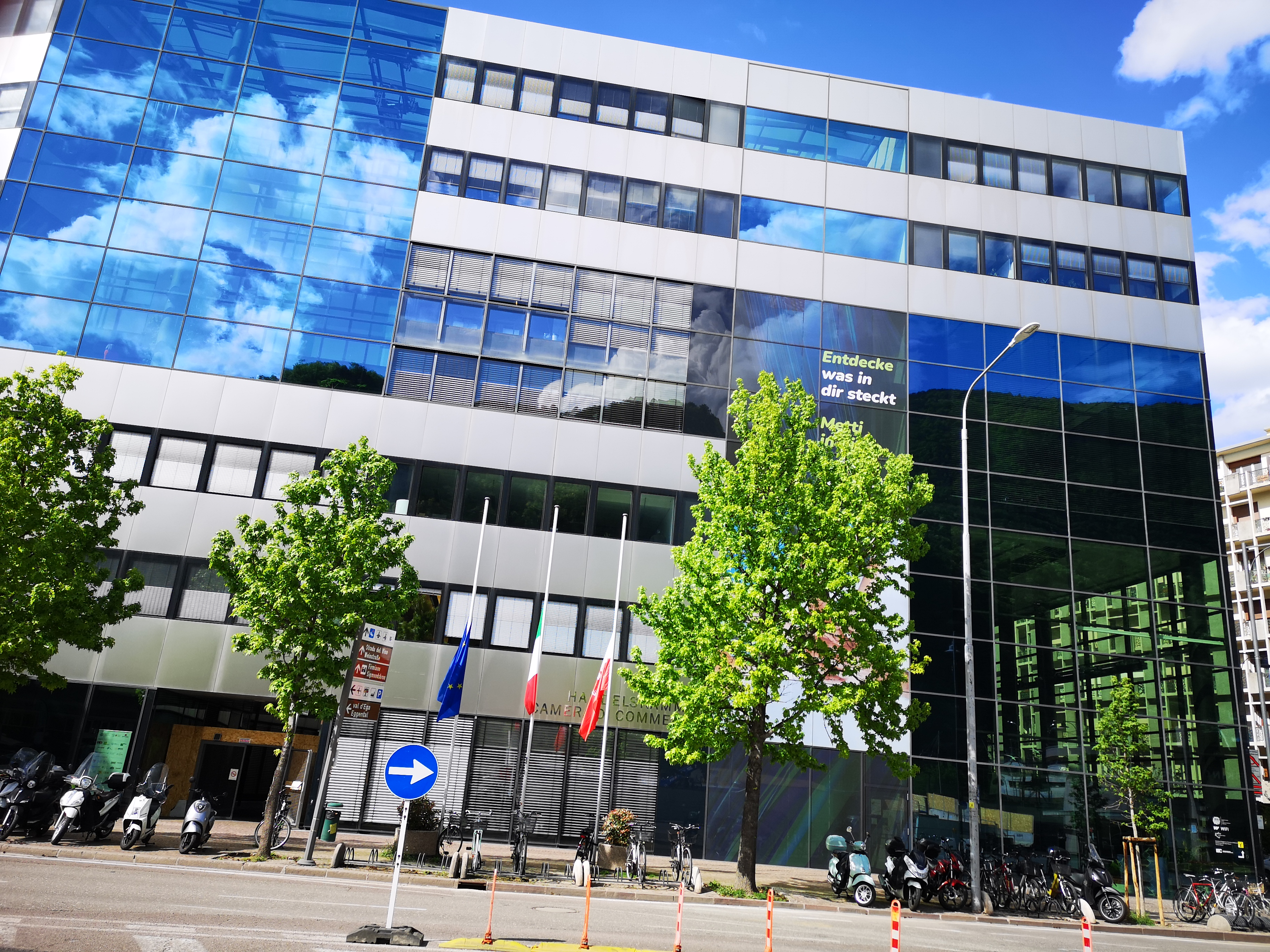
Camera di commercio di Bolzano.

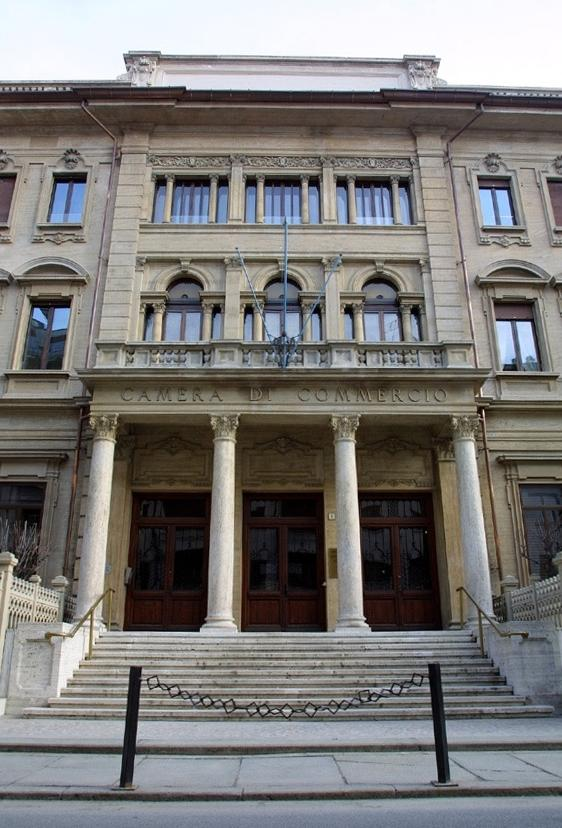
Camera di commercio di Cuneo.

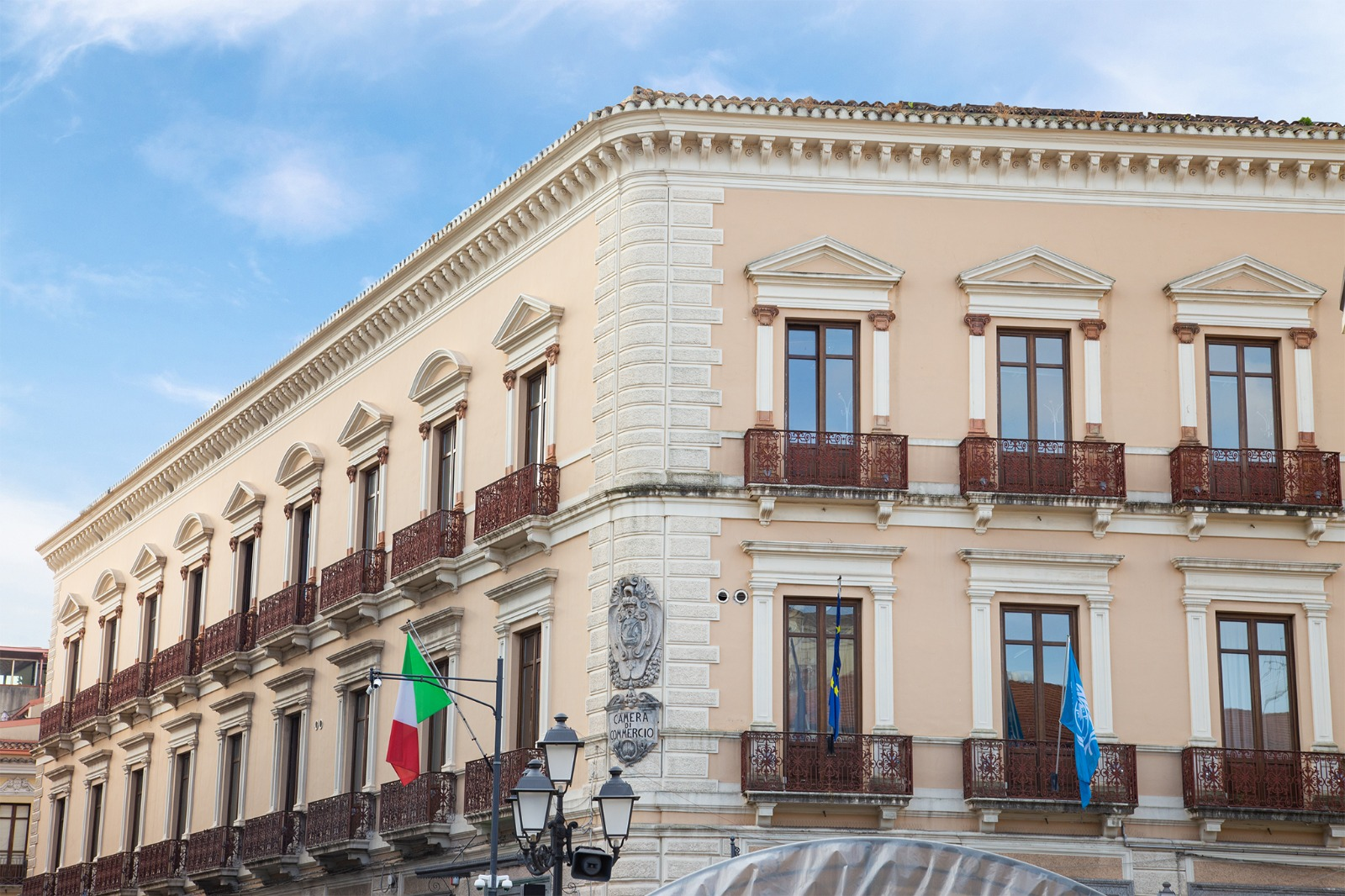
Camera di commercio di Catanzaro.

Le camere di commercio, industria, artigianato e agricoltura (abbreviato in CCIAA o CamCom,  comunemente note semplicemente come camere di commercio), nell'ordinamento giuridico italiano, sono enti pubblici locali non territoriali dotati di autonomia funzionale.
Le Camere di commercio, benché sottoposte alla vigilanza del Ministero delle Imprese e del Made in Italy, godono per effetto del decreto legislativo n. 112 del 1998 di una certa autonomia, rientrando tra le amministrazioni pubbliche che compongono le cosiddette "autonomie funzionali". 
Le singole camere si possono unire in Unioni Regionali e a livello nazionale sono rappresentate da Unioncamere, ente pubblico con sede a Roma, in piazza Sallustio.

## Descrizione

### Quadro normativo
Le Camere di commercio in Italia sorgono con il Regno d'Italia di Napoleone Bonaparte, sul modello delle analoghe "Chambres" francesi. Il Regno d'Italia dei Savoia eredita questi enti e li disciplina per la prima volta con la legge del 1862, per  riorganizzarli in senso centralistico poi nel 1910 e 1924. Il Fascismo le abolisce per sostituirle nel 1926 con i Consigli provinciali dell’economia, ma verso la fine della seconda guerra mondiale vengono ricostituite con il decreto luogotenenziale 21 settembre 1944. Nel 1966 acquisiscono  la denominazione attuale: Camere di commercio, industria, artigianato e agricoltura. 
Con la riforma del 1993 (legge 29 dicembre 1993, n. 580) le Camere hanno acquisito una certa autonomia rispetto al governo centrale (con l'attribuzione della potestà statutaria e di autonomia finanziaria), il riconoscimento del ruolo svolto da sempre nell'assicurare la pubblicità legale con il Registro delle imprese e i Ruoli abilitanti, tra i quali l'Albo delle imprese artigiane e il Ruolo dei Periti ed esperti,  e un legame più forte - fino alla possibilità dell'elezione diretta degli organi rappresentativi - con le principali associazioni delle categorie economiche.
Il decreto legislativo 31 marzo 1998, n. 112 introduce per le Camere la qualifica ulteriore di "autonomie funzionali", distinguendole così dalle "autonomie locali" in virtù della specifica funzione/missione di carattere economico e amministrativo ad esse attribuita relativa al sistema delle imprese nelle circoscrizioni territoriali di competenza. La legge 6 giugno 1998, n. 191 infine ha conferito a tali enti autonomia regolamentare per la disciplina delle materie attribuite dalla legge n. 580/1993 alle Camere stesse. Il decreto legislativo 15 febbraio 2010, n. 23 ha ulteriormente riformato l'ordinamento delle camere di commercio, industria, artigianato e agricoltura.
Con il D.P.R. 160 del 2010 di istituzione dello Sportello Unico Attività Produttive (SUAP) le Camere di commercio assumono un'importante funzione delegata per l'attuazione degli sportelli Suap, potendo venire delegate dal Comune responsabile per il funzionamento dello Sportello telematico.
Il decreto di riordino delle Camere, pubblicato nella Gazzetta Ufficiale n. 219 del 19 settembre 2017, la cui travagliata attuazione è ancora in corso,  ridetermina le circoscrizioni territoriali, superando il precedente riferimento, legato alla Provincia. Viene stabilito  il numero minimo di imprese (75.000)  che permette di  costituire una Camera sul territorio senza necessità di accorpamento, si limita il numero massimo delle Camere italiane a 60, si garantisce la presenza di almeno una Camera per Regione. Il decreto inoltre individua e riorganizza le funzioni delle Camere e delle loro aziende speciali e determina in materia di razionalizzazione delle sedi secondarie e del personale.
Il rapporto di lavoro del personale dipendente è disciplinato dal CCNL "Regioni e delle Autonomie locali".

### Competenze e funzioni
Ai sensi della legge 29 dicembre 1993, n. 580 esse svolgono, nell'ambito della circoscrizione territoriale di competenza e sulla base del principio di sussidiarietà di cui all'articolo 118 della Costituzione, funzioni di interesse generale per il sistema delle  imprese, curandone lo sviluppo nell'ambito delle economie locali, e fanno parte della pubblica amministrazione italiana. Nell'ambito della propria autonomia statutaria, la Camera di commercio svolge le funzioni stabilite dalla legge. Svolge inoltre ogni altra funzione propria, o delegata dallo Stato, dalla Regione e da altri enti ed istituzioni, o in cooperazione con ogni altro soggetto pubblico o privato, ritenuta necessaria al perseguimento dei propri scopi, nonché quelle derivanti da convenzioni internazionali.
La missione delle Camere di commercio consiste nella promozione economica, nello sviluppo del sistema delle imprese e dell'economia locale, attraverso un organo di governo che concilia le esigenze di tutti i settori, rappresentati nel Consiglio Camerale e nella Giunta. Per raggiungere questi obiettivi le Camere di commercio possono:
- realizzare e gestire direttamente strutture (Borse merci, Borse immobiliari...) e infrastrutture, sia a livello locale che nazionale
- partecipare con altri soggetti pubblici o privati, ad organismi quali enti, associazioni, consorzi o società
- costituire aziende speciali (che operano in base alle norme del diritto privato) per gestire servizi specifici

Ogni Camera tiene il proprio registro delle imprese che ha sostituito, unificandoli, sia il "registro delle ditte" (esistente presso le stesse Camere di commercio prima della riforma del 1993), sia il "registro delle società" (tenuto presso i tribunali ordinari prima della riforma del 1993) e rende unica la funzione di anagrafe delle imprese, precedentemente condivisa dalle stesse Camere con le cancellerie dei tribunali. Le Camere di commercio forniscono a chiunque - grazie alla rete informatica di Infocamere, attiva dal 1974 - la possibilità di accedere a tutta la documentazione presentata al registro delle Imprese da qualsiasi impresa operante sul territorio italiano.
La legge del 1993 assegna delle funzioni di regolazione del mercato svolte tradizionalmente dalle Camere di commercio, fra le quali la raccolta degli usi e costumi locali e la funzione di composizione delle controversie civili e commerciali, che si distingue in un'attività di Mediazione svolta tramite appositi Organismi riconosciuti dal Ministero della Giustizia e in una di arbitrato.
Le camere di commercio hanno, inoltre, il compito di vigilanza del mercato (legge 29 dicembre 1993, n. 580, art. 2, lett. l), esso viene svolto tramite: informazione preventiva a consumatori ed imprese su diritti ed obblighi previsti dalla normativa vigente, controlli sugli operatori economici (fabbricante, mandatario, importatore, distributore), emanazione di sanzioni amministrative e ordinanze - ingiunzioni a seguito di verbali elevati da vari organi di controllo.

### Finanziamento
Ogni Camera di commercio finanzia le sue attività mediante:
- il diritto annuale pagato una volta all'anno da ciascuna impresa iscritta al Registro Imprese
- i diritti di segreteria pagati da qualsiasi soggetto (impresa, professionista, privato cittadino) per il rilascio di certificazioni relative a quanto contenuto nei registri, albi e ruoli tenuti dalle Camere di commercio
- i diritti di segreteria pagati (prevalentemente ma non esclusivamente da imprese) per l'iscrizione ad albi, registri e ruoli tenuti dalle Camere di commercio
- i proventi derivanti dalla gestione di attività e prestazione di servizi (compreso l'eventuale pagamento da parte di Stato o Regioni per attività e servizi che essi demandano alle Camere).

### Segretario generale
Il Segretario generale è un dirigente, nominato dal Ministro delle imprese e del Made in Italy su designazione della Giunta camerale, che esercita le funzioni di vertice dell'amministrazione dell'ente e sovrintende al personale dello stesso, fungendo da segretario del consiglio e della giunta camerale e talvolta anche da Conservatore del registro delle imprese. Con il D.lgs n. 23/2010 il ruolo del Segretario Generale è stato rafforzato. Viene previsto lo status di dirigente generale di cui all'articolo 16 del decreto legislativo 30 marzo 2001, n. 165.

### Formazione professionale
Le Camere di commercio e la loro Unione Unioncamere si sono tradizionalmente occupate di formazione professionale attraverso i seguenti istituti:
- Ifoa
- Istituto Guglielmo Tagliacarne
- SI.CAMERA Sistema Camerale Servizi
- Dintec

Dal 2006 molte Camere di Commercio italiane hanno anche promosso un'Università telematica: Universitas Mercatorum che volutamente fa un gioco di parole tra la dizione medioevale delle istituzioni dei mercanti con il termine Università nella accezione moderna.

### Le aziende autonome
L'art. 2, comma 5, della legge 29 dicembre 1993, n. 580, come modificato dal D.Lgs. 15 febbraio 2010, n. 23, prevede che le Camere di commercio, industria, artigianato e agricoltura possano costituire, in forma singola o associata, e secondo le disposizioni del codice civile, "aziende speciali'" operanti secondo le norme del diritto privato. Tali aziende speciali sono "organismi strumentali" dotati di soggettività tributaria (ma non di personalità giuridica).
Le camere di commercio possono attribuire alle aziende speciali il compito di realizzare alcune attività accessorie  funzionali al perseguimento delle proprie finalità istituzionali e del proprio programma di attività (es. gli Organismi di mediazione e di arbitrato), assegnando alle stesse le risorse finanziarie e strumentali necessarie.

## Organi delle Camere di commercio
Sono organi della Camera di commercio:
- il Consiglio
- la Giunta
- il Presidente
- il Collegio dei revisori dei conti
- il Segretario generale

### Consiglio
Il Consiglio è composto da rappresentanti dei settori dell'agricoltura, dell'artigianato, delle assicurazioni, del commercio, del credito, dell'industria, dei servizi alle imprese, dei trasporti e spedizioni, del turismo, della cooperazione e degli altri settori di rilevante interesse per l'economia della circoscrizione territoriale di competenza, nonché da due componenti in rappresentanza, rispettivamente, delle organizzazioni sindacali dei lavoratori e delle associazioni di tutela degli interessi dei consumatori e degli utenti. Il numero dei membri del consiglio varia da 20 a 30, in funzione del numero d'imprese iscritte nel registro delle imprese.
I consiglieri, che durano in carica cinque anni, sono designati delle organizzazioni rappresentative delle imprese, delle organizzazioni sindacali dei lavoratori e dalle associazioni di tutela degli interessi dei consumatori e degli utenti e comunicati alla rispettiva Regione, che li nomina con atto del Presidente della Giunta regionale.
Il consiglio predispone e delibera lo statuto e le relative modifiche; elegge tra i suoi componenti, con distinte votazioni, il presidente e la giunta e nomina i membri del collegio dei revisori dei conti; determina gli indirizzi generali e approva il programma pluriennale di attività della Camera di commercio; delibera il bilancio preventivo, le sue variazioni e il conto consuntivo.

### Giunta
La Giunta è l'organo esecutivo della Camera di commercio ed è composta dal presidente e da un numero di membri non inferiore a cinque e non superiore ad un terzo dei membri del consiglio arrotondato all'unità superiore, secondo quanto previsto dallo statuto.
Dura in carica cinque anni in coincidenza con la durata del consiglio e il mandato dei suoi membri è rinnovabile per una sola volta (come definito dal D.Lgs. 219/2016, in precedenza il mandato era rinnovabile per due volte). Adotta tutti gli atti di indirizzo politico-amministrativo che non rientrano nella competenza di altri organi. Delibera inoltre in casi di urgenza sulle materie di competenza del consiglio; in questi casi la deliberazione è sottoposta al consiglio per la ratifica nella prima riunione successiva.

### Presidente
Il Presidente è eletto con la maggioranza dei due terzi dei consiglieri. Qualora non si raggiunga tale maggioranza neanche con un secondo scrutinio, si procede ad una terza votazione in cui per l'elezione è richiesta la maggioranza assoluta. Qualora nella terza votazione non sia stata raggiunta la maggioranza assoluta, si procede ad una quarta votazione di ballottaggio tra i due candidati che hanno ottenuto il maggior numero di voti.
Dura in carica cinque anni, in coincidenza con la durata del consiglio, e può essere rieletto due sole volte. Rappresenta la Camera di commercio, convoca e presiede il consiglio e la giunta, ne determina l'ordine del giorno e, in caso di urgenza, provvede agli atti di competenza della giunta. In tal caso gli atti sono sottoposti alla giunta per la ratifica nella prima riunione successiva.

### Collegio dei revisori
Il Collegio dei revisori è nominato dal consiglio ed è composto da tre membri effettivi e tre membri supplenti, essi devono essere iscritti all'albo dei revisori contabili. La durata è di 4 anni.
Il Collegio dei revisori attesta la corrispondenza tra il conto consuntivo e le risultanze della gestione, vigila sulla regolarità contabile e finanziaria della gestione, redige la relazione al bilancio preventivo, ha diritto ad accedere agli atti e ai documenti della Camera di commercio e infine può esprimere proposte per una migliore efficienza ed economicità dell'ente.